# Хасуарии
Хасуарии (лат. Chasuarii) — германское племя, жившее на реке Хасе, притоке Эмса, между Эмсом и Липпой к востоку от хамавов. Тацит пишет: «Сзади к ангривариям и хамавам примыкают дульгубины и хазуарии, а также другие, менее известные племена, спереди их заслоняют собою фризы» (Германия, 34).
Также упоминаются у Птолемея (II,11,1) и в Laterculus Veronensis (VIII). Из этого списка римских провинций, составленного не позже 314 года, становится известно, что хазуарии при императоре Траяне были включены в состав империи вместе с другими племенами, жившими на берегах Рейна, но были потеряны при императоре Галлиене. Это  доказывает, что, как и их пограничные соседи, ампсиварии, они двинулись на запад с мест своего первоначального обитания. Предполагается, что со временем хасуарии были поглощены франками.
Не смотря на сходство названий Chasuarii и Chattuarie, также встречающимся в источниках, тождества между этими этническими группами, по всей видимости, не существует.